# Daewoo Matiz
| Sterne im Euro NCAP-Crashtest | 3 Sterne im Euro-NCAP-Crashtest |

Der Daewoo Matiz ist ein Pkw-Kleinstwagen des südkoreanischen Automobilproduzenten Daewoo Motors. Nachdem Ende 2004 General Motors in Europa alle Daewoo-Fahrzeuge als Chevrolet bezeichnete, wurde der Matiz ohne Veränderungen in Chevrolet Matiz umbenannt. Lediglich die Markenlogos wurden ausgetauscht. Das Auto entsprang einer ursprünglich für FIAT entwickelten, aber nicht weiter verwendeten, Designstudie von Giugiaro aus dem Jahr 1993.
Zur Markteinführung 1998 bildete der 3,5 Meter kurze Wagen den Einstieg in die Daewoo-Modellpalette. Darüber rangierte das Kompaktmodell Daewoo Lanos. 2002 erhielt der Matiz ein Facelift. Derzeit wird der Daewoo Matiz nur noch in Usbekistan von der Uz-DaewooAvto produziert.
Ottomotoren:
- 0,8 l Reihendreizylinder mit 796 cm³ Hubraum und 38 kW (52 PS), 5-Gang-Schaltgetriebe
- 1,0 l Reihenvierzylinder mit 955 cm³ Hubraum und 47 kW (64 PS), 5-Gang-Schaltgetriebe

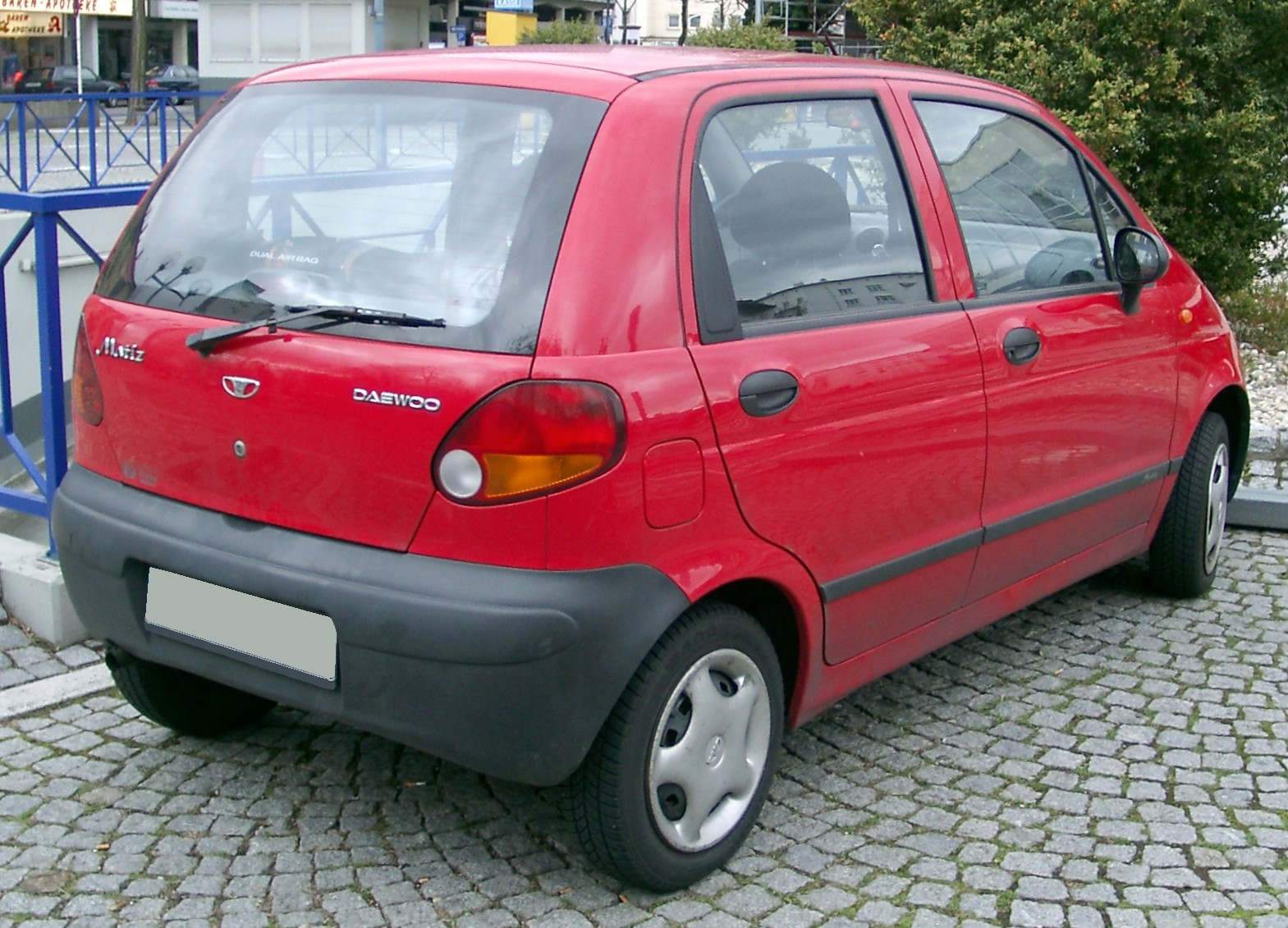
Heckansicht
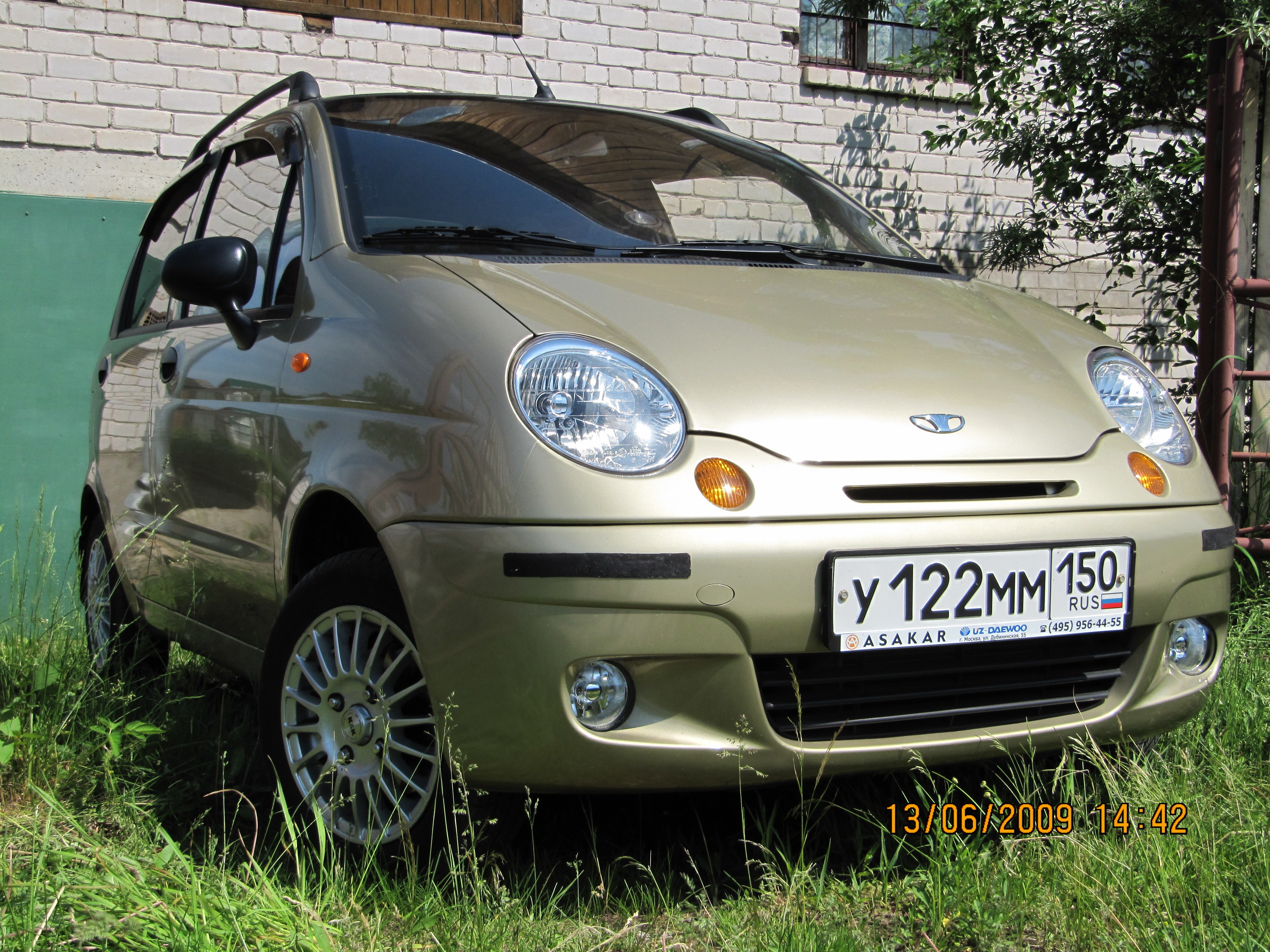
Daewoo Matiz (2002–2004)

## Chery QQ
Der in China ab 2003 angebotene Chery QQ des chinesischen Herstellers Chery Automobile sieht dem ebenfalls in China als Daewoo Spark verkauften Matiz zum Verwechseln ähnlich.
General Motors (GM) verklagte Chery im Jahr 2005 in Peking wegen Rechtsverletzung und Kopie lizenzierter Modelle auf umgerechnet 7,5 Millionen Euro Schadenersatz. Grundlage hierfür war ein bei GM durchgeführter Vergleich des Matiz bzw. Spark mit dem QQ. Dabei sei festgestellt worden, dass viele Teile baugleich seien und sich, wie zum Beispiel die Türen, ohne Veränderungen hätten austauschen lassen. Auch die Motoren hätten denen bei den „legalen“ Modellen GMs geähnelt. Chery wies alle Vorwürfe von sich und behauptete stattdessen, 24 Designpatente auf den QQ, der ein Jahr entwickelt worden sein soll, zu besitzen. Für GM wurde beim Rechtsstreit zum Problem, dass der Konzern mit SAIC zusammenarbeitete, die ihrerseits bis ins Jahr 2004 noch Anteile in Höhe von 20 % an Chery Automobile besaßen. GM zog später die Klage zurück.

## Zulassungszahlen in Deutschland
Die aufgeführten Zulassungszahlen in der Bundesrepublik Deutschland können erst seit 1999 je Modellreihe angegeben werden, sodass sie nicht vollständig abgebildet werden können. Bis 2001 unterscheidet das Kraftfahrt-Bundesamt nicht nach der Motorisierungsart. Da der Daewoo Matiz jedoch ausschließlich mit Ottomotoren angeboten wurde, lassen sich diese Zahlen zusammenfassen. Seit 1999 bis einschließlich Dezember 2004 wurden insgesamt 19.030 Daewoo Matiz neu zugelassen. Mit 5.056 Einheiten war 2004 das erfolgreichste Verkaufsjahr. Ab 2005 führt das Kraftfahrt-Bundesamt die Baureihe gemäß der Markenumbenennung als Chevrolet Matiz auf.
|  |

|  |

|  |

|  |

|  |

|  |

|  |

|  |

|  |

|  |

|  |

|  |

|  |

|  |

|  |

|  |

|  |

|  |

|  |

|  |

|  |

|  |

|  |

|  |

|  |

|  |

|  |

|  |

|  |

|  |

|  |

|  |

|  |

|  |

|  |

|  |

|  |

|  |

|  |

|  |

|  |

|  |

|  |

|  |

|  |

|  |

|  |

|  |

|  |

|  |

|  |

|  |

|  |

|  |

|  |

|  |

|  |

|  |

|  |

|  |

|  |

|  |

|  |

|  |

|  |

|  |

|  |

|  |

|  |

|  |

|  |

|  |

|  |

|  |

|  |

|  |

|  |

|  |

|  |

|  |

|  |

|  |

|  |

|  |

|  |

|  |

|  |

|  |

|  |

|  |

|  |

|  |

|  |

|  |

|  |

|  |

|  | Benziner (19.030) |

|  | Benziner (19.030) |